# Megastar Veículos
A Megastar Veículos Ltda foi uma empresa brasileira, produtora de automóveis, sediada em Pindamonhangaba (SP). Operou entre os anos de 1997 e 1999.

## História
Em 1997, no Brasil Motor Show, a Megastar apresentava, em seu estande, o Emme 422T, um sedã de grande porte, fabricado no Brasil, com motor 2.2L I4 16V Turbo, de origem Lotus. A carroceria utilizava VeXtrim, um polímero plástico injetado de alta resistência. A companhia exibia outras duas versões, a 420 e a 420T, versões que disponibilizariam um propulsor 2.0L I4 16V, aspirado e turbo. Informações davam conta de que os planos eram grandes, a Emme pretendia vender seus veículos na Europa. Os veículos traziam o emblema da inglesa Lotus. Os automóveis eram fabricados pela Megastar, que informava que os automóveis eram fruto de uma parceria com a montadora inglesa, num projeto que começou a ser desenvolvido em 1987, na Suíça.
Todavia, as semelhanças com o carro-conceito Volvo ECC são tamanhas que - ao lançar o Volvo S80, em 1998 - o modelo sueco ficou parecendo uma cópia do 422T, quando o contrário era o correto. Os Emme apresentavam inúmeros problemas de montagem, como rebarbas em acabamentos e desníveis entre chapas da carroceria. Os motores de origem Lotus eram propulsores descartados pela companhia britânica, vendidos à Megastar; numa clara demonstração da falta de interesse em uma união futura das empresas. Em 1999 a Megastar fechou as portas após ter a comercialização de seus veículos suspensa, por falta de representantes, alegando falência.